# 경주제일교회
경주제일교회는 대한민국의 장로교 교회이며, 경상북도 경주시 중앙로47번길 3(노동동)이 있다.

## 역사
- 1902년 5월 10일 교회 창립. (성건동 197번지)
- 1919년 박영조 목사 주도로 경주 지역에 3.1독립운동 봉기.
- 1920년 예배당 신축 이전 (노동동 176번지)
- 1947년 경주제일교회로 명칭 변경
- 1982년 예배당 헌당식 거행
- 1986년 경주제일 어린이 선교원 개원
- 1997년 신교육관을 경주제일교회 교육관으로 명칭 변경

## 시설

### 본당
- 지하 1층 : 은혜실, 친교실(식당), 어린이1부, 어린이3부
- 1층 : 행정실, 목회사무실, 목양실, 로벤피스, 영상예배실, 유아유치부실, 전산실, 화장실
- 2층 : 대예배실
- 3층 : 대예배실(중2층), 찬양대준비실, 예배위원준비실,
- 4층 : 대예배실(중3층), 방송실

### 교육관
- 지하 1층 : 어린이 2부, 어린이 4부, 어린이 도서관, 어린이 찬양대실
- 1~2층 : 경주제일어린이집
- 3층 : 영어예배/중국어예배
- 4층 : 교역자 시설
- 5층 : 교역자 시설

### 사회봉사관
- 청소년 1부, 청소년 2부, 청년부